# Kyzyłżar Petropawł
Kyzyłżar SK Futboł Kłuby (kaz. Қызылжар СК Футбол Клубы) – kazaski klub piłkarski z siedzibą w Petropawłowsku, grający w Priemjer Ligasy.

## Historia
Chronologia nazw:
- 1968–1969: Awangard Petropawł (kaz. Аванғард Петропавл)
- 1970–1978: Metallist Petropawł (kaz. Металліст Петропавл)
- 1979–1990: Awangard Petropawł (kaz. Аванғард Петропавл)
- 1990–1992: Metallist Petropawł (kaz. Металліст Петропавл)
- 1998: Jesil Petropawł (kaz. Есіл Петропавл)
- 1999: Access-Jesil Petropawł (kaz. Ақсесс-Есіл Петропавл)
- 2000: Access-Golden Grane Petropawł (kaz. Ақсесс-Голден Грейн Петропавл)
- 2001–2007: Jesil-Bogatyr Petropawł (kaz. Есіл-Боғатырь Петропавл)
- 2008–...: Kyzyłżar Petropawł (kaz. Қызылжар Петропавл)

Klub założony został w 1968 roku jako Awangard Petropawł i debiutował w Klasie B, strefie kazachskiej Mistrzostw ZSRR. W 1970 w wyniku kolejnej reorganizacji systemu lig ZSRR spadł do Klasy B, strefy kazachskiej, w której zajął 9. miejsce i pożegnał się z rozgrywkami na szczeblu profesjonalnym. Dopiero od 1979 ponownie startował we Wtoroj Lidze, strefie 6, w której występował do 1990 z przerwą w latach 1985–1987, kiedy nie grał w rozgrywkach profesjonalnych. W dwóch ostatnich radzieckich sezonach uczestniczył w rozgrywkach Wtoroj Niższej Ligi, strefy 8. Nazywał się też Metallist Petropawł.
Po uzyskaniu przez Kazachstan niepodległości w 1992 debiutował w Wysszej Lidze, w której zajął 19. miejsce, ale następnie w latach 1993–1997 nie uczestniczył w rozgrywkach z powodów finansowych. W 1998 jako Jesil Petropawł wrócił do występów. Głównym sponsorem została węglowa kompania Bogatyr Access Komir Ltd. W 1999 jako Access-Jesil Petropawł awansował do Kazachskiej Superligi i został wicemistrzem Kazachstanu. Potem nazywał się Access-Golden Grane Petropawł, Jesil-Bogatyr Petropawł i od 2008 Kyzyłżar Petropawł. W 2009 zajął 14. miejsce i spadł do Birinszi liga.

## Skład
Aktualny na dzień 21 lipca 2022.
| Nr | Poz. | Piłkarz               |
| -- | ---- | --------------------- |
| 1  | BR   | Władimir Łoginowski   |
| 2  | OB   | Aldair Adiłow         |
| 3  | OB   | Oleg Muraczow         |
| 4  | OB   | Mark Gurman           |
| 5  | OB   | Waleryj Karszakiewicz |
| 7  | NA   | Timur Muldinow        |
| 8  | PO   | Jurij Buszman         |
| 9  | NA   | Elgudża Lobżanidze    |
| 10 | PO   | Pawieł Jakowlew       |
| 11 | PO   | Jerkіn Tapałow        |
| 12 | PO   | Moussa Koné           |
| 15 | OB   | Dmitrij Schmidt       |
| 17 | OB   | Miras Jenis           |

| Nr | Poz. | Piłkarz                     |
| -- | ---- | --------------------------- |
| 18 | PO   | Siarhiej Cichanouski        |
| 19 | PO   | Pablo Podio                 |
| 20 | PO   | Almas Izmajłow              |
| 22 | NA   | Giorgi Iwaniadze            |
| 24 | OB   | Daniel Melniczenko          |
| 28 | PO   | Darko Zorić                 |
| 30 | OB   | Sułtan Bajmaganbetow        |
| 32 | BR   | Wadim Pietrow               |
| 33 | OB   | Mateo Mužek                 |
| 41 | BR   | Mirosław Łobancew (kapitan) |
| 77 | NA   | Jewgienij Kozłow            |
| 88 | PO   | Gian Martins                |
| 94 | PO   | Wiktor Ziabko               |

## Sukcesy
- Wtoraja Liga ZSRR, strefa 7: 13. miejsce (1981)
- Puchar ZSRR, strefa kazachska: 1/8 finału (1968/69)
- Mistrzostwo Kazachskiej SRR: mistrz (1961)
- Puchar Kazachskiej SRR: zdobywca (1960)
- Priemjer-Liga: 
  - wicemistrz (1999, 2000)
  - 3. miejsce (2001)
- Puchar Kazachstanu: finalista (1999/00)

## Europejskie puchary
Legenda do wszystkich tabel:
- Q – runda eliminacyjna, 1/16, 1/8, 1/4, 1/2 – odpowiednia faza rozgrywek, Grupa – runda grupowa, 1r gr – pierwsza runda grupowa, 2r gr – druga runda grupowa, F – finał, R – runda, PO – play-off
- k. – rzuty karne, los. – losowanie, Dogr. – dogrywka, w. – zasada bramek strzelonych na wyjeździe

| Sezon   | Rozgrywki               | Runda | Klub      | Dom | Wyjazd | Ogólnie |
| ------- | ----------------------- | ----- | --------- | --- | ------ | ------- |
| 2022/23 | Liga Konferencji Europy | 2Q    | NK Osijek | 1–2 | 2–0    | 3–2     |
| 2022/23 | Liga Konferencji Europy | 3Q    | APOEL     | 0–0 | 0–1    | 0–1     |